# الشيخ آدم صفي الدين
سيدنا الشيخ آدم صفي الدين (وُلد في 6 جمادى الآخرة 1548 م في أحمد آباد ، بالهند؛ تُوفي في 7 رجب 1030 هـ / 1622 م) كان الداعي المطلق الثامن والعشرون من الطائفة الطيبية من الإسلام المستعلي. خلف الداعي سيدنا داود بن قطبشاه السابع والعشرون في المنصب الديني.

## الحياة
وُلد سيدنا شيخ آدم عام 1548 م في فادودارا. كان اسم والده طيب شاه. تلقى تعليمه الابتدائي في فادودارا، ثم سافر إلى أحمد آباد لمواصلة تعليمه. ثم تتلمذ على يد سيدنا يوسف نجم الدين بن سليمان في اليمن. بعد وفاة سيدنا يوسف، عاد سيدنا شيخ آدم إلى الهند، وخدم في عهد سيدنا داود بن عجب شاه، الذي أرسله إلى هضبة الدكن لمراجعة شؤونها. ومن أبرز خدماته مناقشة ادعاءات سليمان بن حسن.

## الخلافة
واستمرت فترة ولايته 9 سنوات و21 يومًا ودُفن في أحمد آباد. وفقًا لفصيل البهرة الداودية، قام سيدنا الشيخ آدم صفي الدين بتعيين أو إعطاء ناس لسيدنا عبد الطيب زكي الدين.

## معرض الصور

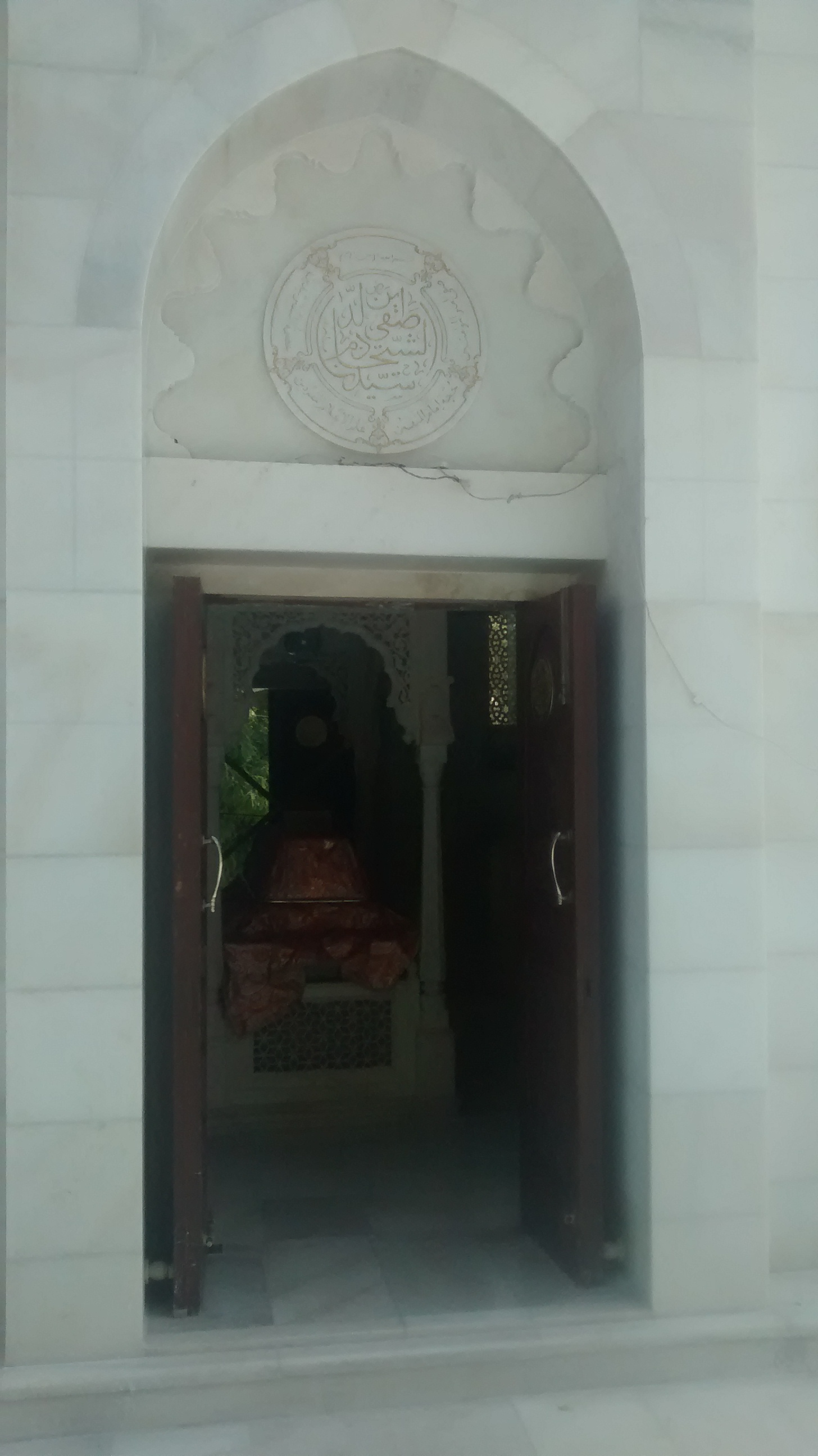
بوابة الدخول مع القبر المرئي، اليوم الثامن والعشرون، سيدنا الشيخ آدم صفي الدين
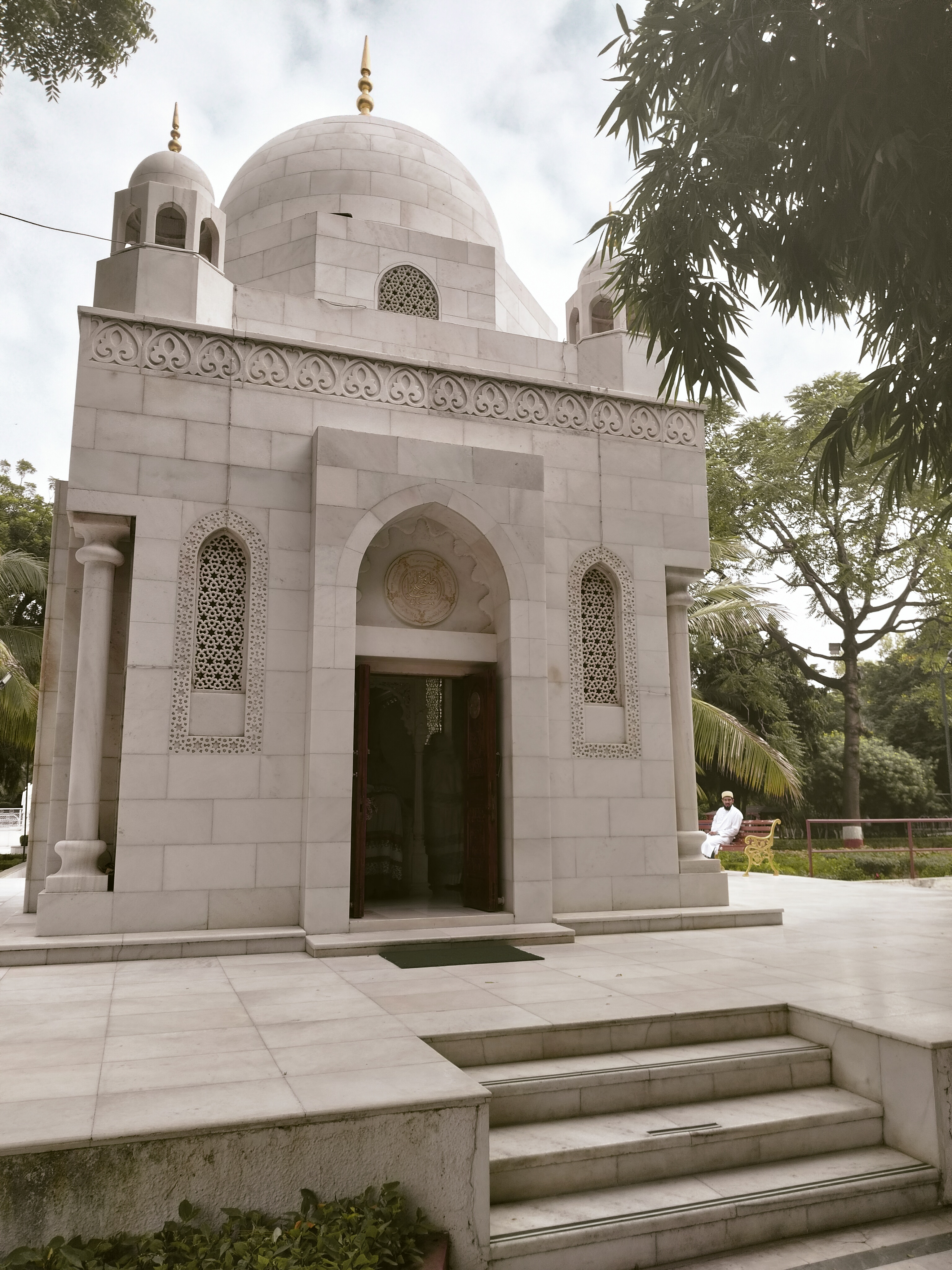
موقع ضريح شيخ آدم صفي الدين

## قراءة إضافية
- دفتري، فرهاد، الإسماعيليون وتاريخهم وعقيدتهم (فصل -الإسماعيلية المستعلية-ص). 300-310)
- ليثان، يونغ، الدين، التعلم والعلم
- باخاراش، جوزيف دبليو ميري، الحضارة الإسلامية في العصور الوسطى

| ألقاب شيعيَّة                                                         | ألقاب شيعيَّة                                                  | ألقاب شيعيَّة                    |
| ------------------------------------------------------------------- | ------------------------------------------------------------ | ------------------------------ |
| الشيخ آدم صفي الدين الداعي المطلقولد: 1548 م توفي: 1622 م (1030 هـ) |                                                              |                                |
| سبقه داود بن قطبشاه                                                 | الداعي المطلق الثامن والعشرون (28) 1021–1030 هـ/ 1612–1622 م | تبعه عبد الطيب زكي الدين الأول |